# Lapoblación
Lapoblación là một đô thị trong tỉnh và cộng đồng tự trị Navarre, Tây Ban Nha. Đô thị này có diện tích là 20,65 ki-lô-mét vuông, dân số năm 2007 là 159 người với mật độ 7,31 người/km²